# Lawrence Sammut
Lawrence Sammut (Valletta, 1959. november 22. –) máltai nemzetközi labdarúgó-játékvezető, sportvezető.

## Pályafutása

### Nemzeti játékvezetés
Ellenőreinek, sportvezetőinek javaslatára lett hazája I. Ligás játékvezetője. Az aktív nemzeti játékvezetéstől 2005-ben vonult vissza.

#### Nemzeti kupamérkőzések
Vezetett Kupa-döntők száma: 3.

##### Máltai Kupa
| Időpont | Helyszín                           | Mérkőzés típusa | Mérkőzés                       | Eredmény |
| ------- | ---------------------------------- | --------------- | ------------------------------ | -------- |
| 1999.   | Ta' Qali Nemzeti Stadion, Valletta | döntő           | Valletta FC–Birkirkara FC      | 1 : 0    |
| 2002.   | Infetti Ground Stadion, Birkirkara | döntő           | Birkirkara FC–Sliema Wanderers | 1 : 0    |
| 2006.   | Hibernians Ground Stadion, Paola   | döntő           | Hibernians FC–Floriana FC      | 1 : 0    |

### Nemzetközi játékvezetés
A Máltai labdarúgó-szövetség Játékvezető Bizottsága (JB) 1993-ban terjesztette fel nemzetközi játékvezetőnek, a Nemzetközi Labdarúgó-szövetség (FIFA) bíróinak keretébe. Több nemzetek közötti válogatott és klubmérkőzést vezetett. A máltai nemzetközi játékvezetők rangsorában, a világbajnokság-Európa-bajnokság sorrendjében többedmagával az 5. helyet foglalja el 2 találkozó szolgálatával. Az aktív nemzetközi játékvezetéstől 2004-ben a FIFA 45 éves korhatárát elérve búcsúzott. Válogatott mérkőzéseinek száma: 9

#### Világbajnokság
A világbajnoki döntőhöz vezető úton Németországba a XVIII., a 2006-os labdarúgó-világbajnokságra a FIFA JB bíróként alkalmazta.
| Időpont             | Helyszín                   | Mérkőzés típusa           | Mérkőzés              | Eredmény | Nézők száma |
| ------------------- | -------------------------- | ------------------------- | --------------------- | -------- | ----------- |
| 2004. szeptember 8. | Ernst Happel Stadion, Bécs | előselejtező (6. csoport) | Ausztria–Azerbajdzsán | 2 : 0    | 26 400      |

#### Európa-bajnokság
Az európai-labdarúgó torna döntőjéhez vezető úton Belgiumba és Hollandiába a XI., a 2000-es labdarúgó-Európa-bajnokságra az UEFA JB játékvezetőként foglalkoztatta.
| Időpont           | Helyszín                     | Mérkőzés típusa           | Mérkőzés               | Eredmény | Nézők száma |
| ----------------- | ---------------------------- | ------------------------- | ---------------------- | -------- | ----------- |
| 1998. október 14. | Ninian Park Stadion, Cardiff | előselejtező (1. csoport) | Wales–Fehéroroszország | 3 : 2    | 11 975      |

#### Nemzetközi kupamérkőzések

##### UEFA-bajnokok ligája
| Időpont              | Helyszín                  | Mérkőzés típusa        | Mérkőzés                           | Eredmény |
| -------------------- | ------------------------- | ---------------------- | ---------------------------------- | -------- |
| 1993. szeptember 29. | Tsirion Stadion, Limassol | első kör (1. mérkőzés) | Apóllon Lemeszú–Vác FC-Samsung     | 4 : 0    |
| 1997. szeptember 16. | Hungária krt., Budapest   | első kör (1. mérkőzés) | MTK Hungária FC–Alania Vladikavkaz | 3 : 0    |

## Sportvezetőként
2005-től a Máltai Labdarúgó-szövetség JB elnöke.